# اژن
اژن (به فرانسوی: Agen) بخشی (کمون) در جنوب غربی فرانسه واقع در شهرستان لو-ا-گرون (Lot-et-Garonne) در ناحیه ناحیه آکیتنمی‌باشد. با جمعیت ۳۳٬۹۸۸ نفر در سال ۲۰۱۵، اَژان دویست و هفتاد و هفتمین کمون (بخش) فرانسه از نظر جمعیت محسوب می‌گردد.